# Offensive de Hama (2016)
Pour les articles homonymes, voir Offensive de Hama.
Guerre civile syrienne
Batailles
L'offensive de Hama de 2016 a lieu pendant la guerre civile syrienne.

## Forces en présence
Le 29 août 2016, une nouvelle offensive est lancée par les rebelles dans le nord du gouvernorat de Hama. Elle est initialement menée principalement par les djihadistes de Jound al-Aqsa et les forces Jaych al-Ezzah et Jaych al-Nasr, affiliées à l'Armée syrienne libre,,,. Le 1er septembre, Ahrar al-Cham, Faylaq al-Cham et Ajnad al-Cham annoncent qu'ils se joignent à l'offensive. Jound al-Cham fait de même le 14 septembre. En septembre, les groupes de l'Armée de la conquête sont engagés dans les combats. D'autres groupes rebelles comme Jaych al-Tahrir et Abna al-Cham participent également à l'offensive.
Côté loyaliste, parmi les forces déployées au nord de Hama figurent selon le média pro-régime Al-Masdar News : le 47e régiment de la 11e division de chars, le 555e régiment de la 4e division mécanisée, ainsi que  des unités des Forces du Tigre commandées par le major-général Souheil al-Hassan,, des Forces de défense nationale, du Parti social nationaliste syrien (PSNS), de la Garde républicaine, du Liwa Suqour Al-Sahara et des Marines syriens (Fouj Al-Mughawayr Al-Bahir)

## Déroulement
- Zone contrôlée par le régime syrien et ses alliés
- Zone contrôlée par les rebelles
- Zone contrôlée par les rebelles sous cessez-le-feu

- Zone contrôlée par le régime syrien et ses alliés
- Zone contrôlée par les rebelles
- Zone contrôlée par les rebelles sous cessez-le-feu

Le premier jour, les rebelles arrivent à une dizaine de kilomètres de l'aéroport de Hama. Ils s'emparent de la ville d'Halfaya (en) et de plusieurs villages des alentours, notamment Buwaydah, Zalin et Masassnah,,,. Plusieurs attaques suicides sont notamment commises par les hommes de Jound al-Aqsa.
Le 31 août, les rebelles poursuivent leur progression et s'emparent des villes de Souran et Tibet al-Imam. Le 1er septembre, Maardes est conquis à son tour. En trois jours, les rebelles se sont ainsi emparés des 14 villages et localités, ainsi que d'une base militaire près de Maardes.
Les forces aériennes du régime mènent des frappes dans les zones perdues qui tuent au moins 20 insurgés le 29 août et au moins 25 civils le 1er septembre selon l'OSDH,.
Le 24 septembre, Jound al-Aqsa et les rebelles remportent un nouveau succès en prenant la petite ville de Maan (en) et le village d'al-Kabariyyah. Le 29 septembre, ils s'emparent encore de plusieurs villages.
Mais le 6 octobre, des combats éclatent à Kafrsajna, au nord de Khan Cheikhoun, dans le sud du gouvernorat d'Idleb, entre Jound al-Aqsa et Ahrar al-Cham,,. Les affrontements gagnent ensuite le nord du gouvernorat de Hama. Le 7 octobre, plusieurs factions rebelles — Faylaq al-Cham, Suqour al-Cham, le Front de l'authenticité et du développement, le Jabhat Ansar al-Islam (en), Jaych al-Islam, l'Armée des Moudjahidines, la Division Sultan Mourad, le Front du Levant, Jaych al-Tahrir, le Mouvement national de Libération, Fatah Halab, le Harakat Nour al-Din al-Zenki, Fastaqim Kama Umirt, l'Union islamique Ajnad al-Cham, et les Bataillons islamiques al-Safwah — annoncent qu'elles soutiennent Ahrar al-Cham dans sa lutte contre Jound al-Aqsa, qu'elles accusent de « takfirisme » et de liens avec l'État islamique,,,. Après cette déclaration de guerre, Jound al-Aqsa cherche la protection du Front Fatah al-Cham, l'ex-Front al-Nosra, auquel il prête allégeance le 9 octobre 2016,. Le 10 octobre, Ahrar al-Cham, le Front Fatah al-Cham et Jound al-Aqsa annoncent dans un communiqué la fin des combats.
En octobre, l'armée syrienne contre-attaque. Le 8 octobre, elle reprend quelques localités, notamment les villages de Talissiya, al-Kahira et Tel al-Oussoud. Le 9 octobre, Maan et al-Kabariyyah sont repris par les loyalistes, avant d'être à nouveau reconquis par les rebelles le 10. Mais le 13 octobre, Maan est définitivement reconquis par l'armée syrienne,. Puis le 16 octobre, les loyalistes parviennent à reprendre Maardes. Enfin, le 27 octobre, la petite ville de Souran est reconquise à son tour,.